# Leslie Van Houten

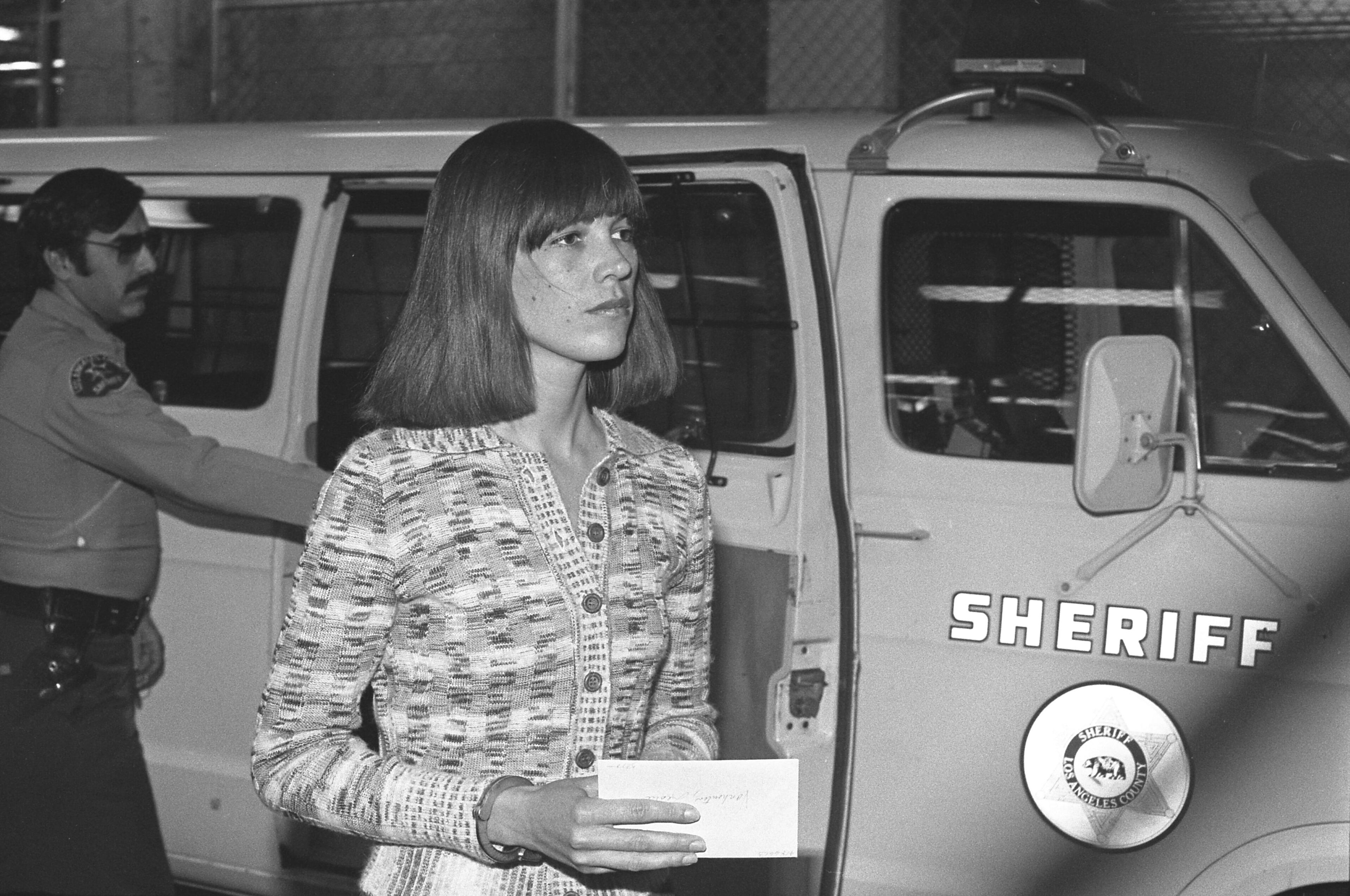
Leslie Van Houten år 1976.

Leslie Van Houten, född 23 augusti 1949 i Altadena, Kalifornien, är en amerikansk kvinna som var medlem av Mansonfamiljen och en av de personer som dömdes för mord i fallet Tate-LaBianca i USA i augusti 1969. Van Houten var närvarande då paret LeBianca mördades natten till den 10 augusti 1969 i Los Angeles i Kalifornien. Kvällen innan hade Sharon Tate och hennes sällskap mördats på Cielo Drive i Beverly Hills i Los Angeles.
Van Houten deltog aktivt i det andra mordet, och liksom alla andra dömdes hon till dödsstraff, som senare omvandlades till livstids fängelse (då alla dödsstraff i Kalifornien ogiltigförklarades 1972). Van Houten fick en ny rättegång 1977 då hon inte ansetts ha fått ett ordentligt försvar då hennes försvarsadvokat försvunnit och sedan påträffats död. I sin andra rättegång kunde juryn inte nå ett enhälligt beslut. Hon var en tid fri mot borgen innan hon befanns skyldig i en tredje rättegång och dömdes till livstids fängelse. Hon har flera gånger försökt bli frisläppt men nekats.
Van Houten frigavs den 11 juli 2023.